# Outside the Wall
Outside the Wall ist der sechsundzwanzigste und letzte Titel der britischen Rockband Pink Floyd aus dem 1979 veröffentlichten Konzeptalbum The Wall.

## Inhalt
Nachdem die Geschichte in The Trial beendet wurde, indem Protagonist Pink endlich die imaginäre Mauer, die er zum Schutz vor emotionalen Einflüssen errichtet hat, eingerissen hat, stellt Outside the Wall das Dénouement des Albums dar.
Es bleibt unklar, was mit Pink passiert, nachdem er jetzt frei ist. Im Gegensatz zu den anderen Liedern aus The Wall geht es hier weniger um Pink und mehr über die Menschheit überhaupt. Es soll wie eine Art Nachricht wirken: viele Leute haben soziale Barrieren; wenn eine Person wieder in die Öffentlichkeit zurückkehrt, verlässt eine andere sie – was auch den Schluss erklären könnte, in dem das Lied genauso aufhört, wie das erste begonnen hat – und wenn niemand versucht, die Mauer niederzureißen – so war es auch bei Pink der Fall gewesen – muss die Person ihr Leben in Einsamkeit verbringen. Allerdings hat sich Waters bis heute geweigert, eine genaue Erklärung zu Outside the Wall zu geben.
Nach einer Minute und 41 Sekunden endet das Lied urplötzlich (Cold End). Zum Schluss ist noch zu hören, wie eine Stimme leise den Satz „Isn’t this where...“ flüstert, welcher im ersten Lied In the Flesh? durch „...we came in?“ ergänzt wird. Dies könnte bedeuten, dass Pinks Leidensweg wieder von vorne beginnt – vielleicht aber stellt erst In the Flesh? das Ende der Geschichte dar, in dem Pink, der aus seinen Fehlern gelernt hat, nun seine Lebensgeschichte erzählt.

## Musik
Outside of the Wall ist eines von zwei Liedern, auf dem die Mitglieder von Pink Floyd selbst keine Instrumente spielen. Von der Melodie her ist Outside the Wall, welches im C-Dur komponiert wurde, das ruhigste Lied auf dem gesamten Album.
Der Text wird hier mehr gesprochen als gesungen.

## Film
Für den Film wurde Outside the Wall neu komponiert und zusammen mit dem National Philharmonic Orchestra und dem Pontarddulais Male Choir aufgenommen. Diese Version hat eine Länge von mehr als vier Minuten.
Im Anschluss an The Trial wird erst über eine halbe Minute lang Pinks Mauer gezeigt, bis sie unter heulendem Wind einstürzt. Am Schluss sieht man ein paar Kinder, die durch die Trümmer spazieren, von denen ein kleiner Junge einen Molotowcocktail aufhebt. Während des restlichen Songs wird der Abspann gespielt.

## Besetzung
- Roger Waters – Gesang

weitere:
- Frank Marocco – Konzertina
- Larry Williams – Klarinette
- Trevor Veitch – Mandoline
- Children’s choir from New York – Background-Gesang